# Jacotitypus obscuricolor
Jacotitypus obscuricolor är en stekelart som beskrevs av Heinrich 1967. Jacotitypus obscuricolor ingår i släktet Jacotitypus och familjen brokparasitsteklar. Inga underarter finns listade i Catalogue of Life.